# Mario Napoli
Mario Napoli (Napoli, 14 marzo 1915 – Salerno, 11 aprile 1976) è stato un archeologo italiano.
La sua area professionale è stata quella dell'archeologia romana e della Magna Grecia, nella quale diede prova di un sicuro e felice intuito.

Fu anche professore di Storia della Magna Grecia all'Università di Salerno il cui Laboratorio di Archeologia è oggi a lui intitolato.

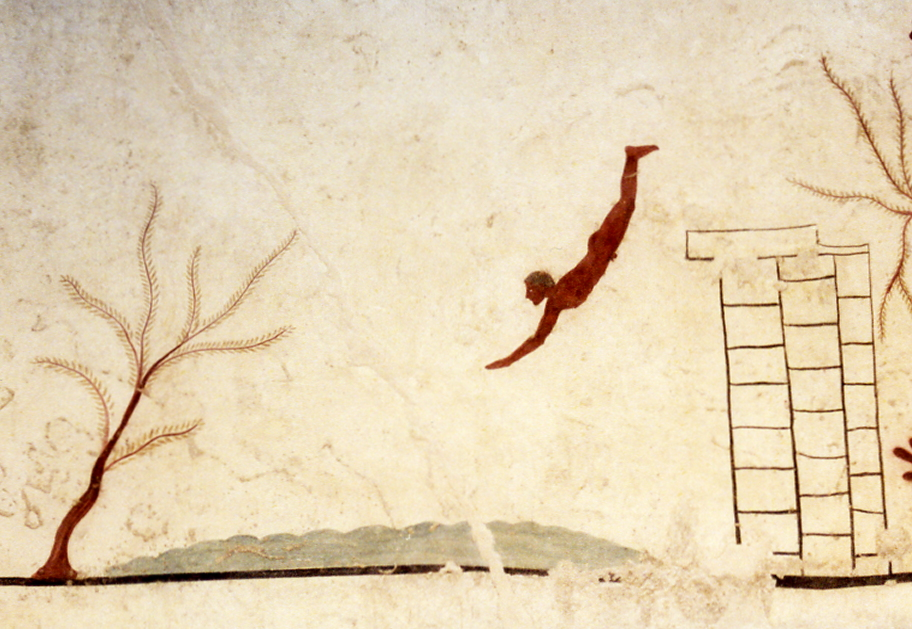
Tomba del Tuffatore: Dettaglio

## Biografia

### Il periodo napoletano
Era nato in una famiglia di musicisti, figlio di Gennaro Napoli e fratello di Jacopo.
La sua attività di archeologo, iniziata sotto la direzione di Amedeo Maiuri, lo mise subito in luce quale protagonista di importanti scoperte. Fra queste, l'esplorazione del complesso termale di epoca romana di Baia e il conseguente rinvenimento, avvenuto nel 1953, di una copia integra in marmo di un originale bronzeo dell'Afrodite Sosandra (“salvatrice degli uomini”) di Kalamis. La statua, datata al I secolo d.C. ed esposta nella sala XLV del Museo Archeologico Nazionale di Napoli, è stata la prima delle due repliche integre tuttora note dell'originale greco. Essa ha permesso la sicura associazione di una serie di statue acefale drappeggiate a teste femminili panneggiate, precedentemente ritenute raffigurazioni di Aspasia di Mileto.
A Mario Napoli si devono inoltre gli scavi della necropoli di Pizzofalcone, iniziati nel maggio 1949 sull'omonimo colle del centro storico di Napoli, presso il ponte di Chiaia. La provenienza dei materiali restituiti ha permesso di documentare l'origine cumana del primo nucleo urbano della città (Partenope), probabilmente uno dei porti fortificati (epineia) dislocati dai coloni di Cuma a controllo del Golfo di Napoli.

### Il periodo salernitano

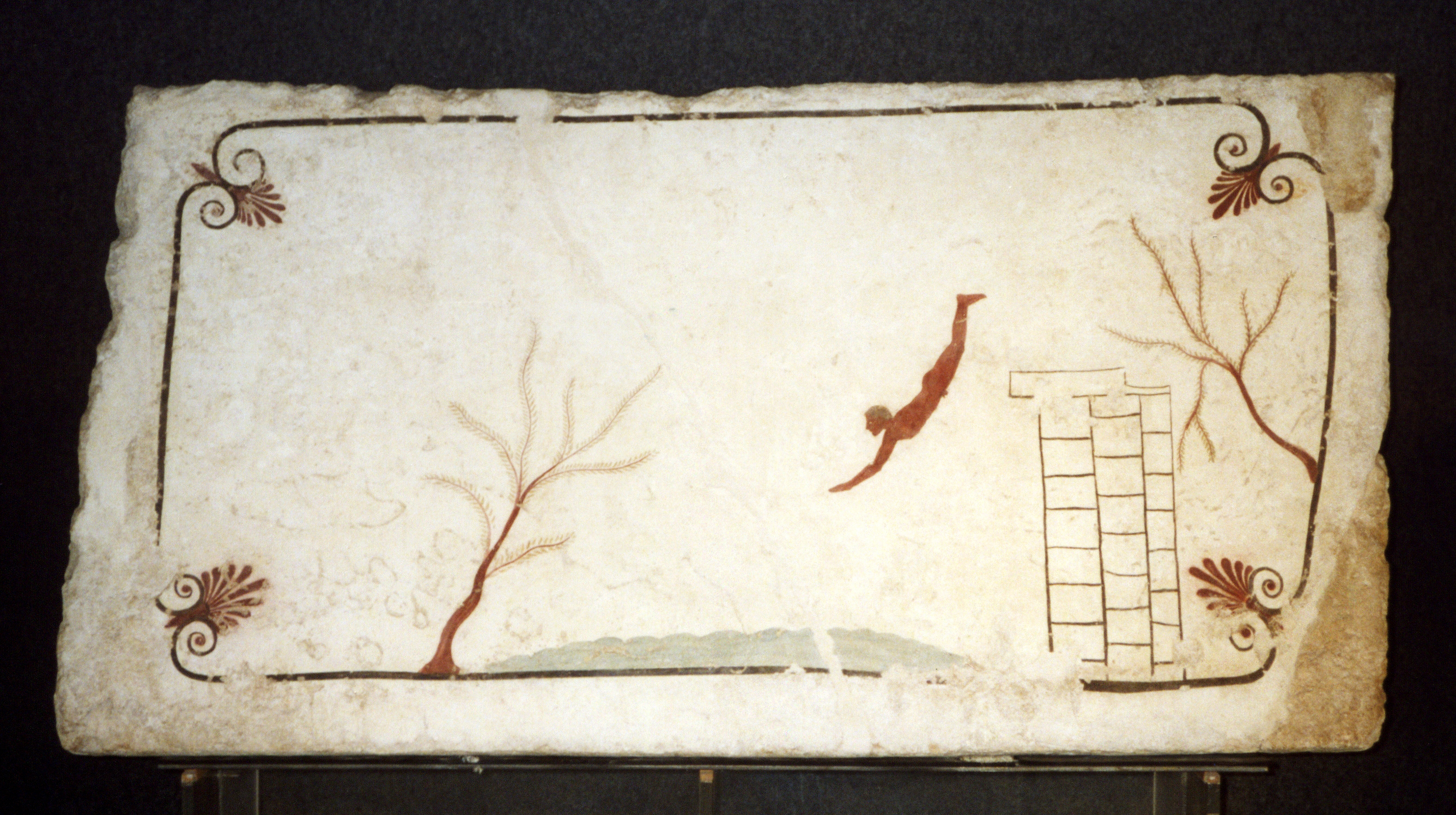
Tomba del Tuffatore: La lastra di copertura

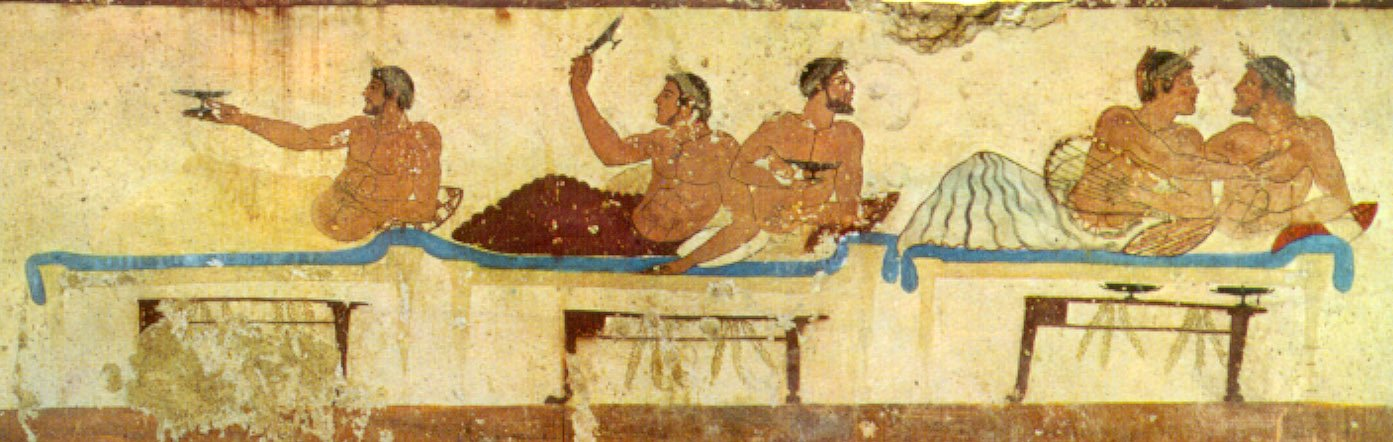
Tomba del Tuffatore: scena di simposio e kottabos dall'affresco della lastra nord

Nel 1960 fu chiamato a dirigere la Soprintendenza Archeologica di Salerno e Potenza, che, quattro anni dopo, sarà riorganizzata quale Soprintendenza di Salerno, Avellino e Benevento.
La carica ricoperta gli consentirà di promuovere e svolgere in prima persona importanti ricerche archeologiche.
Il 3 giugno 1968 viene ritrovata la Tomba del Tuffatore a circa 1,5 km a sud di Paestum, nella necropoli di Tempa del Prete. La tomba viene riportata alla luce, successivamente ai lavori per la realizzazione del cavalcavia della strada statale, insieme ad altre tombe. 
Mario Napoli, in quanto assente durante la scoperta, riporta nell'editio principes della Tomba del Tuffatore, i racconti della squadra di scavatori che, vedendo la lastra di copertura decorata, decidono di portarla al Museo Archeologico Nazionale di Paestum la sera stessa. La mattina seguente, gli scavi procedono per recuperare le quattro lastre laterali della cassa anch'esse dipinte. La tomba viene conservata nel deposito del museo, per poi essere esposta due anni dopo.

Le raffigurazioni pittoriche apposte sulle cinque lastre calcaree che delimitano la Tomba del Tuffatore, rappresentano tuttora l'unica testimonianza, in ambiente greco, di pittura non vascolare.
Il reperto, da lui datato al 480 a.C. circa, è visibile presso il Museo Archeologico Nazionale di Paestum. Nella stessa sezione è ospitato il ciclo di tombe affrescate, appartenenti al periodo della dominazione lucana della città (IV secolo), da lui portate alla luce nel corso delle stesse ricerche.
Il suo nome rimane indissolubilmente legato all'impulso impresso alla ricerca archeologica nell'antica colonia greca di Elea-Velia. Le sistematiche campagne di scavo da lui condotte hanno permesso di disegnarne il volto topografico, portandone alla luce il quartiere meridionale, il quartiere portuale e tratti delle notevoli fortificazioni, del centro abitato e dell'acropoli.
A questo periodo risale la notevolissima scoperta della cosiddetta Porta Rosa, monumentale esempio, pressoché unico in ambiente greco, di arco a tutto sesto.

### Scoperta di Porta Rosa
La Porta Rosa fu scoperta l'8 marzo 1964 e nel suo nome è contenuto un omaggio dello scopritore alla propria moglie Rosa, sorella dell'archeologo Alfonso De Franciscis. È destituita di fondamento l'associazione del nome a particolari cromatismi assunti dal monumento nell'ora dell'alba e del tramonto.

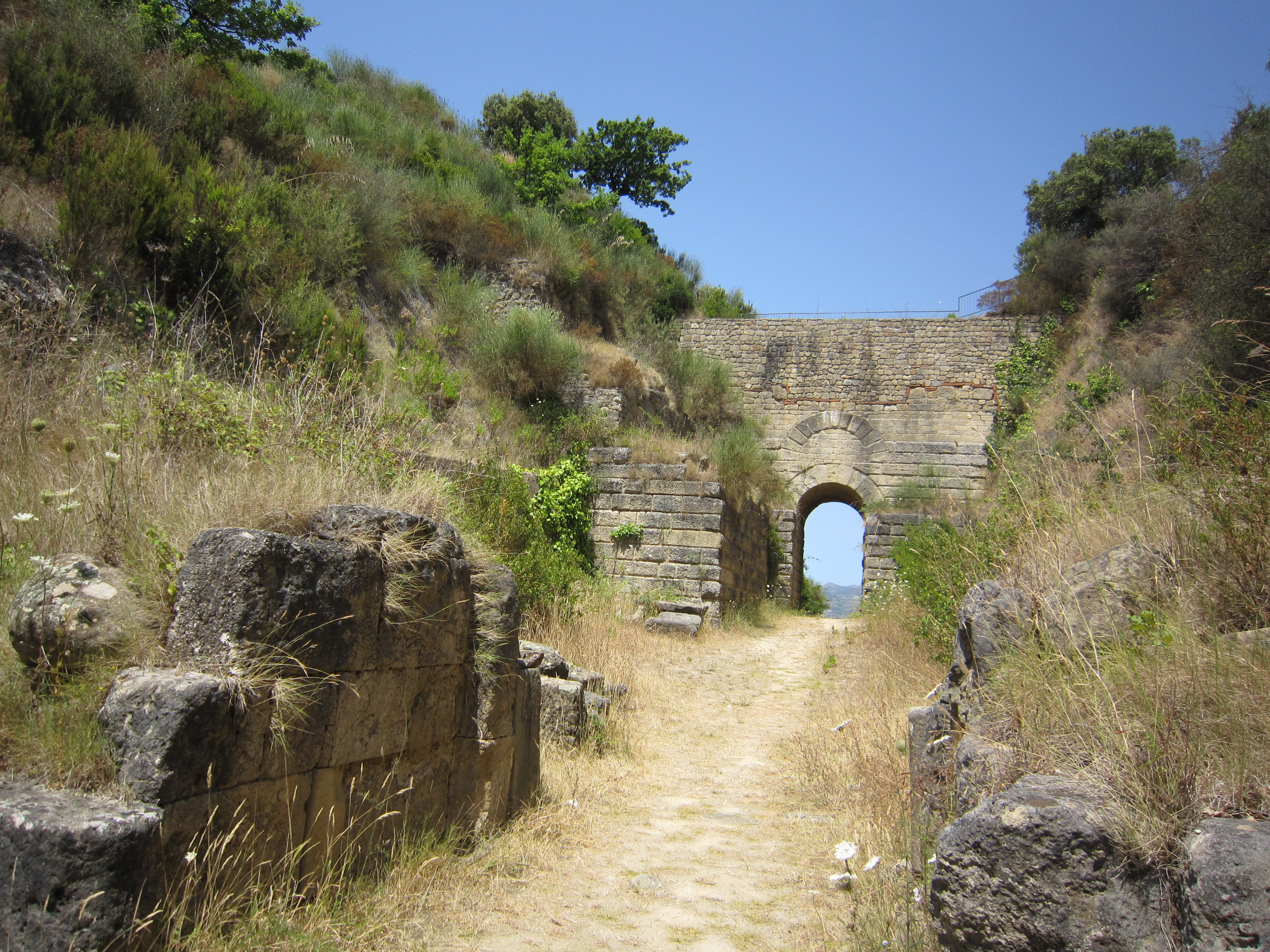
La Porta Rosa a Velia

A dispetto del nome inizialmente attribuitogli, e poi entrato nell'uso, la costruzione, quando fu completato lo scavo nel 1971, si è rivelata essere non una porta bensì un viadotto. Non vi fu trovata traccia, infatti, di cardini, battenti o strutture consimili.
Essa aveva lo scopo di superare una stretta gola naturale presente lungo il crinale del promontorio su cui sorgeva l'acropoli, permettendo al contempo, attraverso la luce del suo arco, la comunicazione tra il quartiere meridionale e quello settentrionale della città, posti ai lati opposti del promontorio.
L'asse viario soprastante metteva invece in comunicazione l'acropoli con le fortificazioni difensive costruite nel territorio interno, scoperte in una località che ne conservava la memoria nel significativo toponimo di Castelluccio.
Il compito di interrompere, all'occorrenza, la comunicazione tra i due quartieri era invece affidato ad una preesistente struttura architettonica, venuta alla luce pochi metri più a Sud nel corso della stessa campagna di scavi e denominata Porta arcaica.
La scoperta del sistema viario che collegava il quartiere meridionale con quello settentrionale, di cui fanno parte la Porta Rosa e la cosiddetta Porta arcaica, con il conseguente disvelamento della topografia del sito, hanno stimolato lo studioso di filosofia antica Antonio Capizzi, a una rilettura affascinante, ma non universalmente accettata, del proemio Parmenideo al poema in versi Peri Physeos (Sulla Natura).

## Pubblicazioni
- Napoli greco-romana (con una presentazione di Domenico Mustilli). Napoli, 1959 (2ª edizione, Colonnese, 1997)
- Le metope arcaiche dal thesauros dell'Heraion del Sele. Bari, Adriatica, 1963
- Le pitture greche della tomba del tuffatore. in Le Scienze, 2, 1969, n. 8, pp. 9–19
- Paestum. Novara, De Agostini, 1970
- La tomba del Tuffatore. Bari, 1970
- Topografia e archeologia in AA.VV., Storia di Napoli. 1° Vol. L'Età Classica, Napoli, Edizioni Scientifiche Italiane, 1971 - 1978
- Le arti figurative in AA.VV., Storia di Napoli. 1° Vol. L'Età Classica, op.cit.
- La città e i suoi monumenti in AA.VV., Storia di Napoli. 2° Vol. L'Alto Medioevo, op.cit.
- Guida agli scavi di Velia. Cava de' Tirreni, Di Mauro Editore, 1972
- Civiltà della Magna Grecia. Roma, Eurodes, 1978